# Jonas Nay
Jonas Nay ([ˈjoːnas naɪ] 20. září 1990, Lübeck) je německý herec a hudebník známý především rolí Martina Raucha v seriálu Deutschland 83 a jeho pokračováních Deutschland 86 a Deutschland 89.

## Mládí
Jonas Nay se narodil v Lübecku v roce 1990 těsně před znovusjednocením Německa. V dětství se jen zřídka díval na televizi a svůj volný čas trávil raději sportem a hudbou. [zdroj⁠?!] Středoškolské vzdělání získal na Johanneum zu Lübeck, gymnáziu s hudební specializací, kde hrál ve školní kapele.

## Kariéra
Jelikož se zajímal o divadlo, odpověděl v roce 2004 na novinový inzerát hledající herce a úspěšně se zúčastnil konkurzu na roli v německém seriálu pro děti 4 gegen Z německé televizní stanice NDR. V prvních dvou sériích ztvárnil postavu Ottiho Sörensena pod uměleckým jménem Jonas Friedebom. V následujících letech hrál menší role v několika televizních seriálech stanic ARD a ZDF.
Po dokončení školy se Nay ujal hlavní role v televizním filmu Homevideo, dramatu o dospívajícím chlapci šikanovaném jeho spolužáky, kteří sdíleli jeho intimní video. Film získal v roce 2011 cenu za nejlepší televizní film roku. Oceněn byl i Jonas Nay, a to právě za tuto roli. Následovaly další hlavní role v televizních filmech. V roce 2012 měl Jonas Nay epizodní role v seriálu Místo činu (Tatort), a to v díle Die Ballade von Cenk und Valerie (o sériovém vrahovi, který je zabit svou matkou) a později ještě v díle Todesschütze. Za roli syna schizofrenika ve filmu Přeludy (Hirngespinster) z roku 2014 získal v témže roce Bavorskou filmovou cenu jako „Nejslibnější herec“.
Jonas Nay se rozhodl pro civilní službu místo vojenské. V rámci toho pracoval s lidmi se zdravotním postižením a stal se filmovým skladatelem. S dalšími studenty z gymnázia Johanneum založil kapelu Concerted, ve které zpíval, hrál na kytaru a klavír a psal texty. Podíleli se na hudbě k filmu Stephana Ricka Unter Nachbarn z roku 2011. V lednu 2013 pak vznikla nová kapela Northern Lights. Od září 2016 zpívá a hraje v kapele Pudeldame – tentokrát s německými texty.
V roce 2015 hrál Jonas Nay v seriálu Tannbach – vesnice na dělící čáře (Tannbach – Schicksal eines Dorfes) odehrávajícím se v období na konci 2. světové války a rozdělení Německa. Ve stejném roce jeho popularita vzrostla, a to zejména v zahraničí díky roli východoněmeckého špióna Martina Raucha v sérii z období studené války Deutschland 83, prvním televizním seriálu uváděném v americké televizi v němčině, a později v jeho pokračováních Deutschland 86 (z roku 2018) a Deutschland 89 (z roku 2020). Tato role mu přinesla mezinárodní uznání, poskytl také rozhovory několika médiím ve Spojeném království a USA. Mezitím bylo natočeno pokračování seriálu Tannbach, tentokrát z období 60. let, kde hrál v 1. díle. V říjnu 2020 byl modelem na obálce časopisu Frankfurter Allgemeine. Jako Nilse ho lze vidět ve filmu My čtyři (Du Sie Er & Wir), pro který také společně s Davidem Grabowskim zkomponoval hudbu. 
Jeho poslední rolí v roce 2022 byl Lars Bogenius ve filmu Tausend Zeilen, thrilleru natočeném podle knihy Tausend Zeilen Lüge novináře Juana Morena o skandálu s falešnými zprávami bývalého novináře Claase Relotiuse z Der Spiegel. 

## Filmografie
- 2005-06: 4 gegen Z (televizní seriál)
- 2007: Létající doktoři (Die Rettungsflieger) (televizní seriál)
- 2007: Großstadtrevier (televizní seriál)
- 2008: Die Pfefferkörner (televizní seriál)
- 2009: Krimi.de (televizní seriál)
- 2009: Morgen ist auch noch ein Tag (krátký film)
- 2011: Policie Hamburk (Notruf Hafenkante) (televizní seriál)
- 2011: Homevideo (televizní film)
- 2011: Jorinde & Joringel (televizní film)
- 2012: Místo činu (Tatort): Die Ballade von Cenk und Valerie (televizní seriál)
- 2012: Sechzehneichen (televizní film)
- 2012: Místo činu (Tatort): Todesschütze (televizní seriál)
- 2013: Die Frau von früher (televizní film)
- 2013: Tod an der Ostsee (televizní film)
- 2013: König von Deutschland (televizní film)
- 2013: Sám mezi všemi (Nichts mehr wie vorher) (televizní film)
- 2014: Přeludy (Hirngespinster) (film)
- 2014: Dear Courtney (film)
- 2015: Tannbach – vesnice na dělící čáře (Tannbach – Schicksal eines Dorfes) (televizní seriál)
- 2014: Jsme mladí. Jsme silní. (film)
- 2015: Letní slunovrat (Unser letzter Sommer) (film)
- 2015: Deutschland 83 (televizní seriál)
- 2016: Minuta ticha (Schweigeminute) (film)
- 2017: Rozdělení II (Tannbach II) (televizní seriál)
- 2017: Vadder, Kutter, Sohn (film)
- 2018: Deutschland 86 (televizní seriál)
- 2019: Der Club der singenden Metzger (televizní seriál)
- 2020: Deutschland 89 (televizní seriál)
- 2020: Perské lekce (Persian Lessons) (film)
- 2021: My čtyři (Du Sie Er & Wir) (film)
- 2021: Ein Hauch von Amerika (televizní seriál)
- 2021: Legal Affairs (televizní seriál)
- 2022: Tausend Zeilen (film)

## Ocenění
- 2005: intermedia globe silver award za seriál 4 gegen Z
- 2011–2012: několik cen za film Homevideo
- 2013: Filmová cena Německé akademie umění za film Die Frau von früher
- 2014: Bavorská filmová cena za film Přeludy (Hirngespinster)
- 2016: Německá televizní cena za seriály Deutschland 83 a Tannbach – Schicksal eines Dorfes